# 变化音级
带有变音记号的基本音级就叫作变化音级。变化音级有四种，較常見的兩種是升半音（以#非示）和降半音（以b表示，另外有重升（以X表示）和重降（以bb標示），表示升高全音或降全音。
- 參见音乐术语列表。